# Coleophora tarsocoma
Coleophora tarsocoma é uma espécie de mariposa do gênero Coleophora pertencente à família Coleophoridae.